# Hannu Hautala

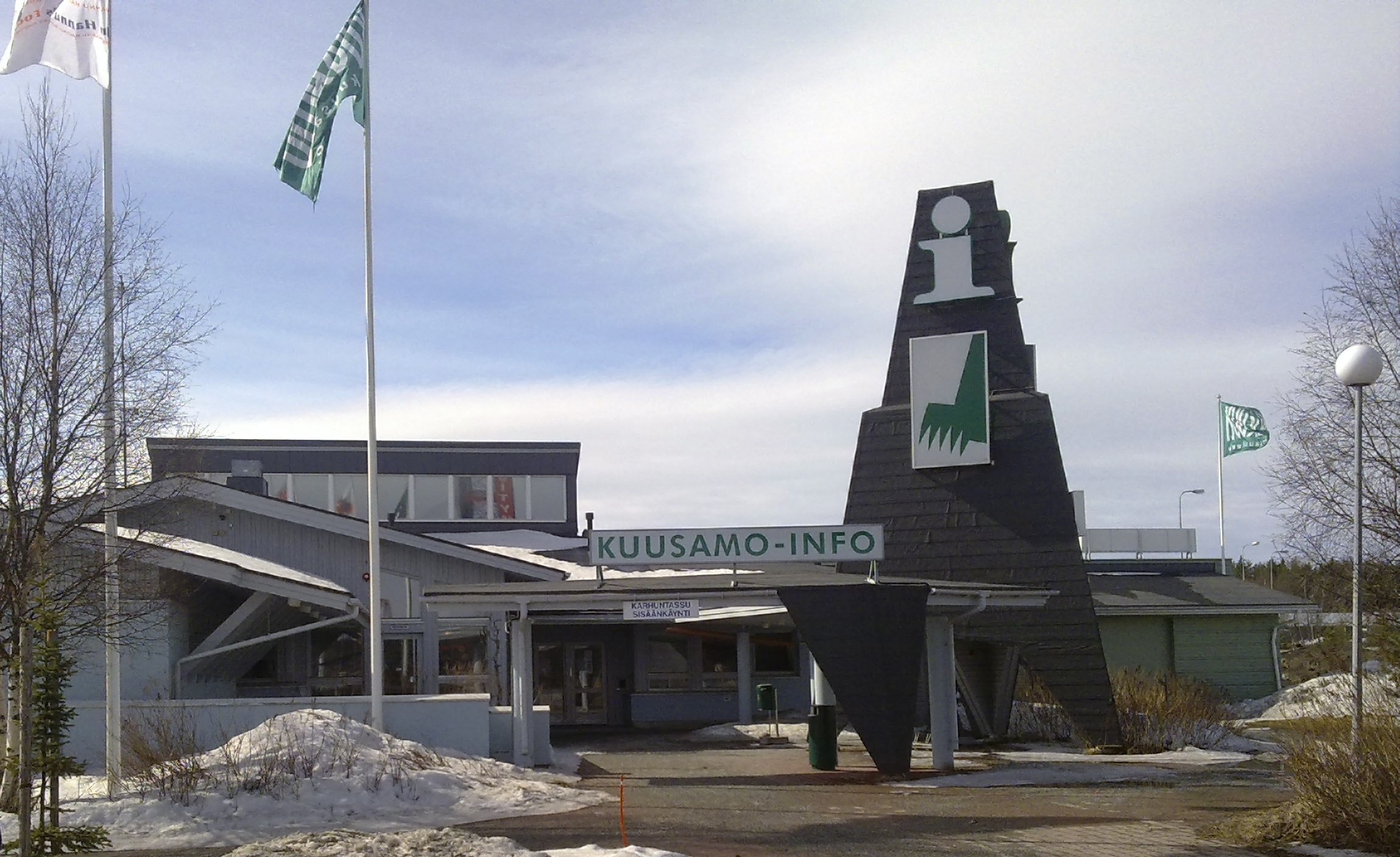
Turistické centrum Karhuntassu, které nese název Centrum přírodní fotografie Hannu Jäljet – Hannu Hautala

Hannu Juhana Hautala (12. května 1941 Töysä – 20. července 2023 Kuusamo) byl finský fotograf přírody a spisovatel. Byl prvním finský profesionální fotograf přírody a dodnes je možná nejslavnějším fotografem přírody v zemi. Hautala fotografoval přírodu více než pět desetiletí, pořídil více než jeden a půl milionu fotografií a vydal více než 50 fotografických knih. Nejoblíbenější z nich je Kuukkeli maa, kterého se prodalo více než 32 000 výtisků.

## Život
Hautala se do povědomí široké veřejnosti dostal svým snímkem Páření orlů. Byl to první finský snímek na podobné téma. V roce 1974 byla zvolena časopiseckou fotografií roku.
Hautala, který od roku 1979 žil v Kuusamu, je zvláště známý jako fotograf přírody severovýchodního Finska. Hannu Jäljet -Hannu Hautala centrum přírodní fotografie první centrum přírodní fotografie ve Finsku pojmenované po něm, bylo otevřeno pro veřejnost v roce 2007 ve spojení s turistickým centrem Karhuntassu.
Hautala byl původním povoláním automechanik. V roce 1958 prodal svůj první obrázkový přírodní příběh časopisu Vaasa. Jeho první kniha Erämetsä lääää vyšla v roce 1968. Poté, co v roce 1970 obdržel od vlády šestiměsíční umělecký grant, se Hautala stal fotografem přírody na plný úvazek. Stal se prvním finským profesionálním fotografem přírody.
Hautala potkal svou ženu Irmu v roce 1971. S vládním grantem uděleným v roce 1987 přestali manželé pracovat a věnovali se podpoře fotografické kariéry, která se stala společnou.
V roce 2000 byl Hautala obviněn z manipulace s obrázky. Své snímky nechal digitálně zpracovat a mimo jiné spojil dva po sobě jdoucí snímky, aniž by to veřejně prozradil. Někteří to považovali za podvod. Sám Hautala zdůvodnil, že to, co viděl v přírodě, uskutečnil pomocí digitální technologie.
Bohatě oceněný Hautala obdržel v roce 1972 státní cenu za fotografii. V roce 2012 obdržel cenu za celoživotní přínos za zpřístupnění informací a o dva roky později medaili Pro Finlandia. V roce 2002 byl jmenován čestným doktorem filozofie Fakulty přírodních věd Univerzity v Oulu. V roce 2003 obdržel cenu Finnfoto finské federace fotografických organizací. Hautalovi byl v roce 2004 přiznán umělecký důchod.
Hautalova dlouhá kariéra fotografa přírody skončila v roce 2020, kdy mu mnoho nemocí vzalo sílu. Jeho poslední kniha Sata parasta vyšla na podzim 2021.
Juha Metso napsal, natočil a režíroval umělecký dokument Hannu Hautala – legendan perintö (Hannu Hautala – odkaz legendy), vydaný v roce 2022. Hannu Hautala se v dokumentu zamýšlí nad tím, že je fotograf přírody a vytváří snímky.

## Publikace
- Pääartikkeli: Hannu Hautalan bibliografia
- Hannu Hautala a Pekka Punkari, Průvodce fotografiemi přírody Hannu Hautala, Docendo 2011 ISBN 978-951-0-38559-3

### Dokumentární filmy
- Hannu Hautala – odkaz legendy, 2022, režisér Juha Metso, YLE (dokument)
- Valon jäljet/I ljusets spår, 1997, režie a kamera Lauri Kettunen, YLE/FST/TV1 (dokument)